# Ercheia zygia
Ercheia zygia là một loài bướm đêm trong họ Noctuidae.